# Nostra Signora del Pilar

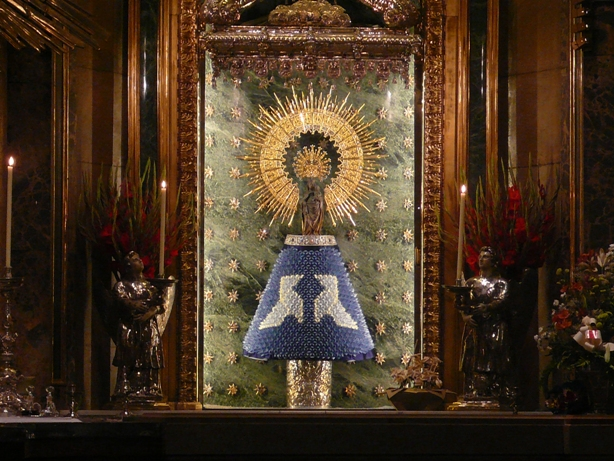
La statua di Nostra Signora del Pilar venerata a Saragozza

Nostra Signora del Pilar (in spagnolo Virgen del Pilar o Nuestra Señora del Pilar) è un titolo con cui viene venerata Maria, la madre di Gesù, in Spagna.
È intitolata a Nostra Signora del Pilar l'omonimo santuario di Saragozza ed è considerata la patrona dei popoli ispanici ed è festeggiata il 12 ottobre.

## La tradizione
La parola pilar nella lingua spagnola significa letteralmente pilastro. La tradizione vuole che il 2 gennaio del 40, la Vergine sia apparsa all'apostolo Giacomo deluso dall'inefficacia della sua predicazione, vicino alle sponde del fiume Ebro. La Vergine gli donò il pilastro, chiedendogli di edificare un tempio in suo onore nelle vicinanze. Si dice che il pilastro fu posto da san Giacomo nello stesso punto nel quale si trova oggi, e che nonostante la chiesa abbia subito vari cambiamenti e vicissitudini, tra cui un incendio, il pilastro si sia conservato nei secoli.
Si tratta di una colonna di alabastro attualmente ricoperta completamente di bronzo ed argento; solo nella parte posteriore della cappella vi è un oculo che permette di toccare, baciare e venerare la colonna originale.
Questa dell'anno 40 è la prima apparizione mariana di cui si abbia notizia. Più che apparizione, Maria venne a San Giacomo in bilocazione, prima di essere assunta in cielo. .
In seguito la tradizione popolare ha dato al nome "pilar", l'ulteriore significato di colonna portante e guida della famiglia. Pilar è inoltre un nome femminile comune in tutta la Spagna e in particolar modo in Aragona.
Papa Callisto III si è pronunciato in favore dell'Apparizione e la Sacra Congregazione per la Dottrina della Fede l'ha dichiarata ufficialmente approvata nel 1723.

## Il santuario a Saragozza

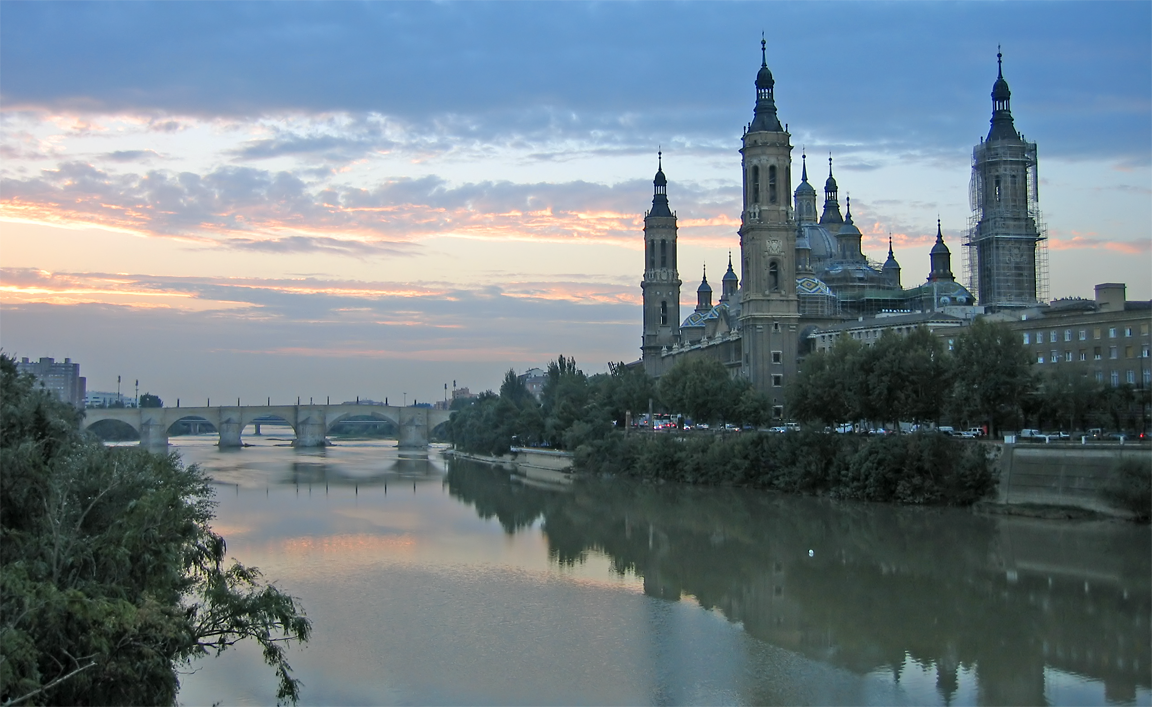
Santuario della Virgen del Pilar a Saragozza.

Il Santuario intitolato alla Virgen del Pilar di Saragozza è il più antico di Spagna e forse dell'intera Cristianità.
L'attuale chiesa è un edificio di proporzioni gigantesche dotato di grande cupola centrale, altre dieci cupole minori e quattro campanili; fu eretta a partire dal 1681 su progetto di Francisco Herrera il Giovane. All'interno cappelle e volte decorate da affreschi di noti artisti, di marmi, bronzi e argenti e nella Santa capilla, cappella barocca a forma di tempietto ellittico, decora il pilastro una piccola statua lignea della Madonna del '300. Tradizionalmente in onore alla Madonna del Pilar si celebrano grandi feste nel mese d'ottobre, durante le feste si può assistere a vari atti folclorici e tradizionali, tra i quali le sfilate dei Giganti e dei Cabezudos (dalle grandi teste) o alla rappresentazione del ballo aragonese per eccellenza: la jota, danza e musica popolare della regione.

## Il miracolo
Lo scrittore cattolico Vittorio Messori ha reso famosa in Italia la vicenda dello spagnolo Miguel Juan Pellicer, che nel 1640 è stato miracolato ottenendo la ricrescita della gamba amputata, dopo aver mendicato per alcuni mesi presso il santuario.